# Other Men's Wives
Other Men's Wives es una película dramática muda estadounidense de 1919 perdida. Dirigida por Victor Schertzinger y escrito por C. Gardner Sullivan, y protagonizada por Dorothy Dalton, Forrest Stanley, Holmes Herbert, Dell Boone, Elsa Lorimer, y Hal Clements. La película se estrenó el 15 de junio de 1919, por Paramount Pictures.

## Trama
Como se describe en una revista de cine, la chica de sociedad Cynthia Brock (Dalton) se queda sin un centavo por la muerte de su padre y está a punto de renunciar a su lugar en su círculo social cuando Fenwick Flint (Herbert), un soltero adinerado, la convence en ayudándolo a romper la felicidad y el matrimonio de James y Viola Gordon (Stanley y Boone) para que pueda casarse con la dama. En su momento de debilidad acepta y pronto tiene a James a sus pies. Luego se enamora de su víctima y se niega a montar la escena final del plan que sentará las bases del divorcio. La situación resulta en su desmayo, y luego dice la verdad sobre todo el asunto. James permite el divorcio de su esposa y Cynthia le devuelve el dinero a Fenwick y se pone a trabajar. A su debido tiempo, ella y James se casan.

## Reparto
- Dorothy Dalton como Cynthia Brock
- Forrest Stanley como James Gordon
- Holmes Herbert como Fenwick Flint
- Dell Boone como Viola Gordon
- Elsa Lorimer como la Señora Peyton-Andrews
- Hal Clements como el Señor Peyton-Andrews